# Заморский (посёлок)
Замо́рский — посёлок в Нижнеилимском районе Иркутской области России. Административный центр Заморского муниципального образования.

## География
Находится примерно в 78 км к северо-западу от районного центра.

## Население
| 2002 | 2010 | 2011 | 2012 | 2013 | 2014 | 2015 | 2016 | 2017 |
| ---- | ---- | ---- | ---- | ---- | ---- | ---- | ---- | ---- |
| 688  | ↘416 | ↘412 | ↘410 | ↘373 | ↘342 | ↘325 | ↘311 | ↘297 |

Гендерный состав
По данным Всероссийской переписи 2010 года 204 мужчины и 212 женщин) из 416 человек.
Трудоспособное население поселения составляет 227 чел.
Численность работающих на предприятиях и организациях, расположенных на территории поселения по полному кругу предприятий - 150, в том числе на предприятиях малого бизнеса - 54  чел.